# Modligroszek różańcowy
Modligroszek różańcowy (Abrus precatorius) – gatunek rośliny z rodziny bobowatych. Pochodzi z Indonezji, ale gatunek zadomowiony jest w wielu krajach o klimacie tropikalnym. Jest inwazyjny w południowo-wschodniej części Stanów Zjednoczonych. Nasiona zawierają trującą glikoproteinę – abrynę, szczególnie groźną w przypadku kontaktu z otwartymi ranami i oczami. Związek ten jest śmiertelny dla człowieka w dawce kilku mikrogramów, blokując syntezę białek, przy czym szczególnie skutecznie działa w komórkach nowotworowych. Ulega rozkładowi w temperaturze wyższej niż 65 °C.

## Morfologia
Roślina wieloletnia, płożąca lub wijąca się, dorastająca do 10 m wysokości. Liście naprzeciwległe. Kwiaty motylkowe w kwiatostanach wielokwiatowych, ciemnopurpurowych, zebrane parami na długich szypułach wyrastających w kątach liści. Owoc jest strąkiem zawierającym szkarłatnoczerwone nasiona z czarną plamką.

## Zastosowanie
Nasiona wykorzystywane do sporządzania ozdób i instrumentów muzycznych (grzechotek typu kayamb). W Indiach służyły jako odważniki (ich waga odpowiada mniej więcej jednemu karatowi). Roślina wykorzystywana była jako środek zapobiegający ciąży oraz działający poronnie.

## Przypisy

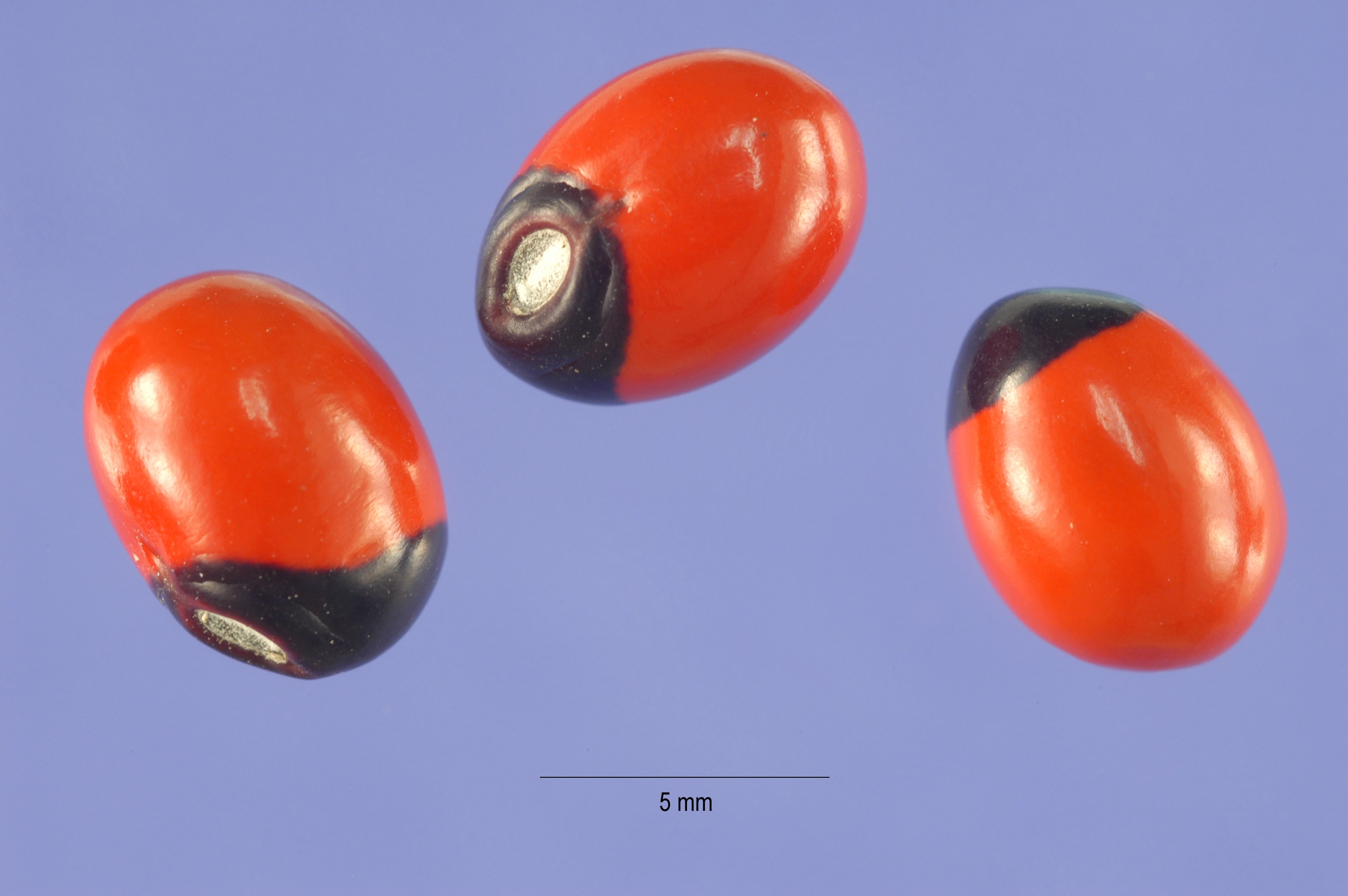
Nasiona